# Inscripción de Shugborough

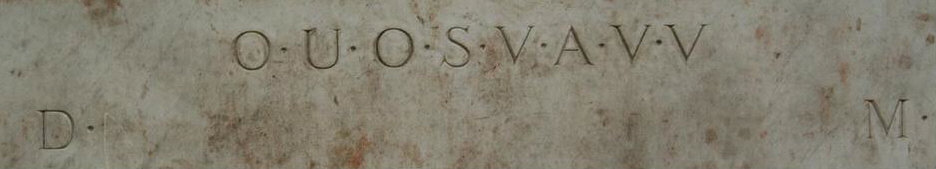
Aún es un misterio: las ocho letras 'OUOSVAVV', enmarcadas por las letras'DM'

La inscripción de Shugborough es una secuencia de letras - O U O S V A V V, situadas en medio de las letras D M -, tallado en el Monumento al Pastor del siglo XVIII en los terrenos de Shugborough Hall, en Staffordshire, Inglaterra, debajo de una imagen en espejo de la pintura Los pastores de Arcadia, de Nicolas Poussin. Esto nunca ha sido satisfactoriamente explicado, y ha sido llamado uno de los mejores textos cifrados sin descifrar del mundo. La inscripción se hizo ampliamente conocida después de haber sido mencionada en el libro de 1982 La Santa Sangre y el Santo Grial, de Michael Baigent, Richard Leigh y Henry Lincoln.

## El monumento

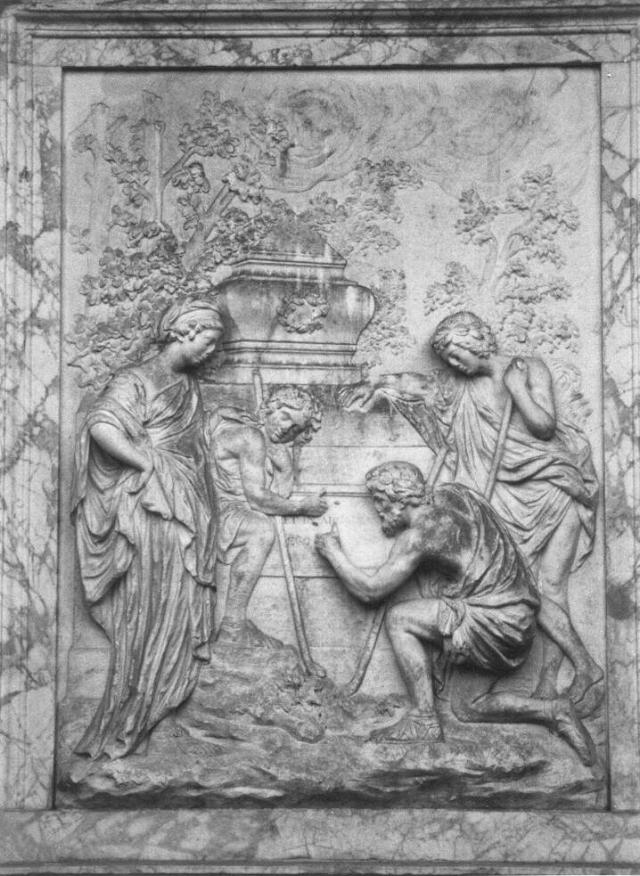
El relieve Shugborough, adaptada de la segunda versión de Nicolas Poussin de Los pastores de Arcadia

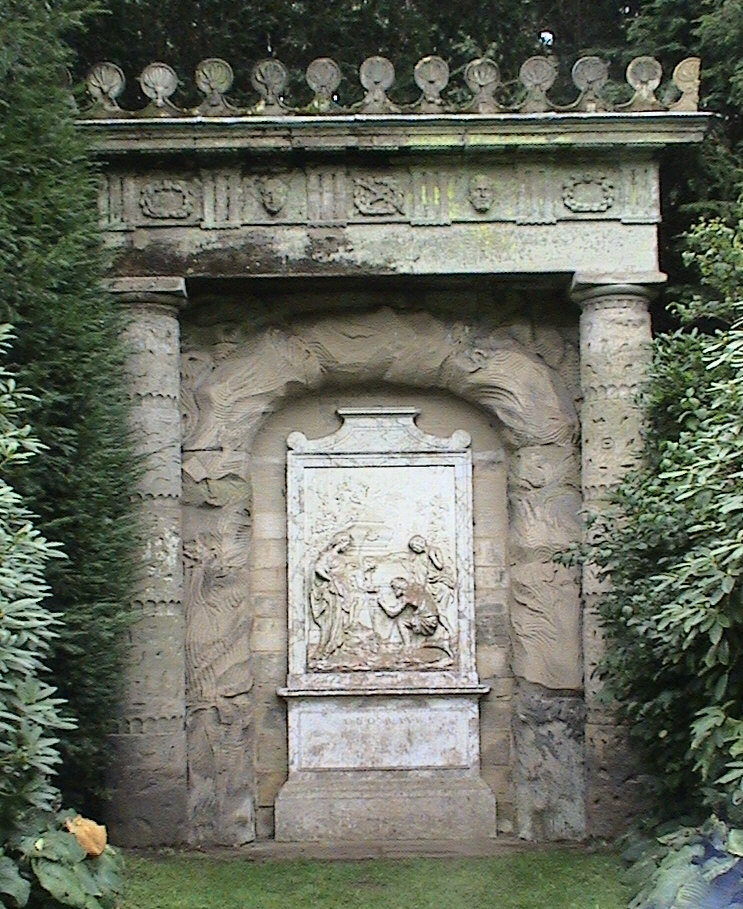
El Monumento de los Pastores, adjunto en su arco rústico

El monumento fue construido en algún momento entre 1748 y 1763, por encargo de Thomas Anson. Fue pagado por su hermano, el almirante George Anson, y decorado por el escultor flamenco Peter Scheemakers. La copia en relieve de la pintura de Poussin está contenida dentro de un arco rústico, y muestra a una mujer y tres pastores, dos de los cuales apuntan a una tumba. En la tumba se talla el texto en latín Et in Arcadia ego ("yo también estoy en Arcadia" o "Yo estoy, todavía en Arcadia"), alusivo a la presencia inevitable de la muerte incluso en la idílica Arcadia. La talla muestra una serie de pequeñas alteraciones respecto a la pintura original, así como un sarcófago adicional que se ha colocado sobre la tumba principal. Por encima de la escena de Poussin hay dos cabezas de piedra, una que muestra a un hombre calvo que sonríe, la otra tiene un parecido con el dios griego Pan.
Por debajo de la talla en relieve en el monumento, un artesano desconocido talló las misteriosas ocho letras, contenidas entre las letras " D M '. En las tumbas romanas, las letras " DM " comúnmente representaba Dis Manibus, que significa "dedicado a las sombras".

## Teorías
Se dice que Josiah Wedgwood, Charles Darwin y Charles Dickens intentaron resolver el enigma, pero fracasaron.
No hay solución; todavía no se ha propuesto, que se basa en una sólida base criptoanalítica.
Sin embargo, en las últimas décadas, los investigadores han propuesto varias soluciones posibles. Algunas de estas son acrósticos, interpretando cada letra como la letra inicial de una palabra.
- Una sugerencia es que las ocho letras son una dedicatoria cifrada de George Anson a su difunta esposa. En 1951, Morchard Bishop especuló que las letras podrían ser un acrónimo de la frase latina Optimae uxoris Optimae Sororis Viduus Amantissimus Vovit Virtutibus ("La mejor de las esposas, la mejor de las hermanas, un viudo muy devoto dedica (esto) a sus virtudes").[3]

- Steve Regimbal interpreta las letras como base para una nueva traducción al latín de la frase "Vanidad de vanidades, dice el Predicador, todo es vanidad." (Eclesiastés 12:8), es decir, Orator Ut Omnia Sunt Vanitas Vanitas Ait Vanitatum. Él ha especulado que la frase puede ser la fuente de la inscripción anterior "OMNIA VANITAS", que puede haber sido tallada en una alcoba en la finca de uno de los socios de Thomas Anson, George Lyttleton.[4]

- El ex lingüista de la NSA Keith Massey interpreta las letras como un acrónimo de la frase latina Oro Ut Omnes Sequantur Viam Ad Veram Vitam (Rezo por que todos sigan el Camino a la Verdadera Vida), en referencia al versículo bíblico Juan, 14:6: Ego sum Via et Veritas et Vita (Yo soy el Camino, la Verdad y la Vida).[5]

- Margaret, condesa de Lichfield, ha afirmado que la inscripción era un mensaje de amor, en referencia a las líneas Out Your Own Sweet Vale, Alicia, Vanishes Vanity. Twixt Deity and Man Thou, Shepherdess, The Way, pero no se ha encontrado ninguna fuente para esas palabras.[3]

- A. J. Morton observa que algunas de las letras coinciden con los nombres de los residentes de Shugborough a inicios del siglo XIX, y cree que la inscripción indica las palabras Orgreave Unido con Overley y Shugborough, vizconde Anson Venables Vernon (Orgreave United with Overley and Shugborough, Viscount Anson Venables Vernon).[6]

Los intentos de descifrado sin acrósticos incluyen:
- Un libro de Dave Ramsden publicado en 2014, que menciona como evidencia manuscritos del Registro de Staffordshire, los cuales demuestran que los conocidos de Anson entendían al monumento como uno funerario, dedicado a una figura femenina sincrética conocida como la "Pastora". Por lo tanto, las letras D. M. significan Dis Manibus, mientras que la inscripción de 8 letras es una clave que oculta el nombre de la figura conmemorada. La solución ofrece un detallado esfuerzo de descifrado, que concuerda que se empleó una clave polialfabética para cifrar el nombre "Magdalena".[7]

- una obra de Peter Oberg donde las letras representan números, cuya suma da como resultado 2.810, la distancia en millas desde Shugborough al llamado "Pozo del dinero" en la isla Oak, Nueva Escocia, Canadá.

- una sugerencia que se basa en pronunciar "UOS" como "Iosef", interpretado como una referencia al profeta bíblico José.

- una propuesta es que "VV" debe leerse como "DIEZ", con referencia a los números romanos, y entonces las 10 letras se leen como un anagrama de "DEVOTO MASÓN".

A pesar de las múltiples teorías, el personal de Shugborough Hall continúa escéptico respecto a todas las soluciones propuestas. Un portavoz de la propiedad (ahora a cargo de la Fundación Nacional para Lugares de Interés Histórico o Belleza Natural) afirmó en 2014 que, "cada semana tenemos a cinco o seis personas que creen haber resuelto la clave, por lo que ahora estamos un poco cansados de ellos".

## Priorato de Sion y el Santo Grial
En 1982, los autores del libro pseudohistórico La Santa Sangre y el Santo Grial sugirieron que Poussin fue miembro del Priorato de Sion, y que sus pastores de Arcadia contenían significados ocultos de gran significado esotérico.
En 2003, Dan Brown desarrolló temas similares en su exitosa novela El Código Da Vinci, y en 2004 Richard Kemp, el gerente general de la Shugborough Estate, puso en marcha una campaña de promoción que afirma una conexión entre Shugborough, y en particular la inscripción Shugborough, y el Santo Grial.
La especulación creció luego de que la inscripción puede cifrar secretos relacionados con el Priorato de Sion, o la ubicación del Santo Grial. Como parte de la promoción de Shugborough, algunas personas que habían trabajado previamente como descifradores de claves en Bletchley Park siguieron esta línea de investigación. Oliver Lawn propuso que las letras pueden cifrar la frase Jesús H Defy, donde la H supuestamente significa "Christos" (Mesías, en griego) y la referencia es a un linaje de Jesús, que supuestamente desciende de un Jesús humano y fue preservado por el Priorato. Sheila Lawn, su esposa, prefiere la teoría de la historia de amor. A pesar de los empleos anteriores de la pareja, ninguna de sus sugerencias tuvieron una base criptoanalítica confiable y ambas fueron presentadas como especulativas.